# Portada/article gener 5

## Arbre del pa
L'arbre del pa (Artocarpus altilis) és una espècie pertanyent al gènere dels Artocarpus, dins la tribu de les artocàrpies, de la família de les moràcies amb centenars de varietats d'arbres distribuïdes del sud-est asiàtic (Filipines i Indonèsia) a la Polinèsia, passant per totes les terres d'Oceania. L'acció antròpica ha distribuït l'espècie per totes les àrees tropicals del planeta, especialment la zona antillana.